# Björsjö (Källsjö socken, Halland)
Björsjö är en sjö i Falkenbergs kommun i Halland och ingår i Ätrans huvudavrinningsområde. Sjön är 12,5 meter djup, har en yta på 0,268 kvadratkilometer och är belägen 88,2 meter över havet. Sjön avvattnas av vattendraget Egnaredsån.

## Delavrinningsområde
Björsjö ingår i det delavrinningsområde (634786-131367) som SMHI kallar för Mynnar i Byasjön. Medelhöjden är 132 meter över havet och ytan är 35,13 kvadratkilometer. Det finns inga avrinningsområden uppströms utan avrinningsområdet är högsta punkten. Egnaredsån som avvattnar avrinningsområdet har biflödesordning 4, vilket innebär att vattnet flödar genom totalt 4 vattendrag innan det når havet efter 53 kilometer. Avrinningsområdet består mestadels av skog (76 procent) och jordbruk (12 procent). Avrinningsområdet har 1,27 kvadratkilometer vattenytor vilket ger det en sjöprocent på 3,6 procent.